# Morinda sessiliflora
Morinda sessiliflora là một loài thực vật có hoa trong họ Thiến thảo. Loài này được Bertol. mô tả khoa học đầu tiên năm 1827.